# ماركوس غايل
ماركوس غايل (بالإنجليزية: Marcus Gayle)‏ (مواليد 27 سبتمبر 1970) هو لاعب كرة قدم. يلعب مع منتخب جامايكا لكرة القدم. سبق له أن لعب في كأس العالم لكرة القدم مع منتخب بلاده.

## روابط خارجية
- ماركوس غايل على موقع الاتحاد الدولي (مؤرشف)  (الإنجليزية)
- ماركوس غايل على موقع قاعدة بيانات كرة القدم.إي يو (الإنجليزية)
- ماركوس غايل على موقع ناشيونال فوتبول تيمز (الإنجليزية)
- ماركوس غايل على موقع Soccerbase.com (لاعب) (الإنجليزية)
- ماركوس غايل على موقع عالم كرة القدم.نت (الإنجليزية)